# Молодіжна збірна Бангладешу з футболу
Молодіжна збірна Бангладеш з футболу — національна молодіжна футбольна збірна Бангладеш, що складається у залежності від турніру із гравців віком до 18 або до 20 років. Вважається основним джерелом кадрів для підсилення складу основної збірної Бангладеш. Керівництво командою здійснює Футбольна федерація Бангладеш.
Команда має право участі у Юнацькому кубку Азії до 19 років, у випадку успішного виступу на якому може кваліфікуватися на молодіжний чемпіонат світу до 20 років. Також може брати участь у товариських і регіональних змаганнях, зокрема у Юнацькому (U-18) кубку Південної Азії.

## Юнацький (U-19) кубок Азії з футболу
| Статистика на юнацьких кубках Азії | Статистика на юнацьких кубках Азії | Статистика на юнацьких кубках Азії | Статистика на юнацьких кубках Азії | Статистика на юнацьких кубках Азії | Статистика на юнацьких кубках Азії | Статистика на юнацьких кубках Азії | Статистика на юнацьких кубках Азії | Статистика на юнацьких кубках Азії |
| Господар / Рік                     | Результат                          | Місце                              | І                                  | В                                  | Н*                                 | П                                  | Г+                                 | Г-                                 |
| ---------------------------------- | ---------------------------------- | ---------------------------------- | ---------------------------------- | ---------------------------------- | ---------------------------------- | ---------------------------------- | ---------------------------------- | ---------------------------------- |
| 1975                               | груповий етап                      | 16/19                              | 4                                  | 0                                  | 0                                  | 4                                  | 2                                  | 9                                  |
| 1977                               | груповий етап                      | 12/13                              | 2                                  | 0                                  | 0                                  | 2                                  | 0                                  | 7                                  |
| 1978                               | груповий етап                      | 10/19                              | 4                                  | 1                                  | 2                                  | 1                                  | 5                                  | 6                                  |
| 1980                               | Учасник турніру                    | 5/5                                | 4                                  | 0                                  | 2                                  | 2                                  | 1                                  | 7                                  |
| 1996                               | груповий етап                      | 9/10                               | 4                                  | 0                                  | 1                                  | 3                                  | 3                                  | 12                                 |
| 2002                               | груповий етап                      | 12/12                              | 3                                  | 0                                  | 0                                  | 3                                  | 0                                  | 13                                 |
| Усього                             | 6/6                                | -                                  | 21                                 | 1                                  | 5                                  | 15                                 | 11                                 | 54                                 |